# The U.S. Express
Gli U.S. Express sono stati un tag team di wrestling attivo negli anni ottanta nella World Wrestling Federation, composto da Mike Rotunda e Barry Windham. Successivamente Windham fu sostituito da Dan Spivey e il team venne rinominato American Express.

## Storia

### Championship Wrestling from Florida (1983–1984)
Nel settembre 1983, Windham e Rotunda formarono il tag team The U.S. Express nella Championship Wrestling from Florida. Ebbero un feud con Zambuie Express (Elijah Akeem & Kareem Muhammad), Long Riders (Ron Bass & Black Bart) e Hector Guerrero & Chavo Guerrero Sr. Il 14 marzo 1984 sconfissero i Long Riders per l'NWA United States Tag Team Championship (Florida version). Persero i titoli nel rematch con i Long Riders il 27 marzo. In seguito conquistarono le cinture altre tre volte.

### World Wrestling Federation (1984–1985)
Rotunda e Windham (cognati nella vita reale in quanto Rotunda era sposato con la sorella di Windham, Stephanie) avevano lottato in coppia in Florida prima di firmare entrambi per la WWF nel 1984. A loro fu assegnata una gimmick patriottica con il brano Born in the U.S.A. di Bruce Springsteen come musica d'entrata. "Captain" Lou Albano divenne il manager della coppia. In questo periodo Mike Rotunda veniva spesso chiamato "Mike Rotundo" dai telecronisti WWF.
Gli U.S. Express esordirono il 30 ottobre 1984, sconfiggendo Mohammad Saad & Bobby Bass. Il 21 gennaio 1985 gli U.S. Express sconfissero gli East West Connection (Adrian Adonis & Dick Murdoch) conquistando il WWF World tag-team Championship. Rimasero campioni per due mesi prima di perdere le cinture in favore di The Iron Sheik & Nikolai Volkoff all'evento WrestleMania I svoltosi al Madison Square Garden di New York.
Gli U.S. Express diventarono campioni di coppia per la seconda volta quando riconquistarono le cinture sconfiggendo Volkoff & The Sheik il 17 giugno 1985 a Poughkeepsie, New York durante una puntata di WWF Championship Wrestling. Il loro secondo regno durò circa due mesi prima di essere battuti da The Dream Team (Greg "The Hammer" Valentine & Brutus Beefcake) allo Spectrum di Filadelfia. La coppia si sciolse verso la fine del 1985 quando Barry Windham lasciò la WWF per tornare in Florida. I due lottarono l'ultimo match insieme in WWF esattamente un anno dopo il loro debutto.
Inizialmente, Rick Derringer, che all'epoca lavorava con la WWF, scrisse la canzone Real American per il team. Quando però Windham lasciò la WWF e la coppia fu sciolta, la musica passò al WWF Champion Hulk Hogan, con il quale la canzone è associata ancora oggi.

## Titoli e riconoscimenti
- Championship Wrestling from Florida
  - NWA United States Tag Team Championship (Florida version) (4)
- Pro Wrestling Illustrated
  - 48º posto nella lista dei 100 migliori tag team di sempre nei "PWI Years" del 2003
- World Wrestling Federation
  - WWF World Tag Team Championship (2)
  - WWE Hall of Fame (Classe del 2024)[5]